# Garvín
Garvín (también Garvín de la Jara) es un municipio y localidad española de la provincia de Cáceres, en la comunidad autónoma de Extremadura. El término municipal tiene una población de 94 habitantes (INE 2024).

## Historia
Desde su reconquista a los musulmanes perteneció al concejo de Talavera de la Reina, estando Garvín integrado en la provincia de Toledo y en el partido judicial de Talavera hasta la redivisión provincial de 1833, año en que pasa a formar parte de Extremadura. A la caída del Antiguo Régimen la localidad se constituye en municipio constitucional, entonces conocido como Garbín, en la región de Extremadura. Desde 1834  quedó integrado en el partido judicial de Navalmoral de la Mata. En el censo de 1842 contaba con 40 hogares y 219 vecinos.
Hacia mediados del siglo XIX, el lugar tenía contabilizada una población de 219 habitantes. Aparece descrito en el octavo volumen del Diccionario geográfico-estadístico-histórico de España y sus posesiones de Ultramar de Pascual Madoz de la siguiente manera:

CABAÑAS: l. con ayunt. de la prov., aud. terr., c. g. y dióc. de Zaragoza (5 leg.), part. jud. y adm. de rent. de la Almunia (7): sit. en llano, combatido principalmente por los vientos del N.; goza de un clima saludable, siendo las enfermedades que mas comunmente se padecen las intermitentes. Tiene 100 casas y una de ayunt. distribuidas en varias calles; una escuela de primeras letras concurrida prr 12 discípulos y dotada con 22 cahices de trigo, debiendo el maestro servir la secretaria de ayunt., y una igl. (San Ildefonso) aneja de la parr. de Figueruelas: los vec. se surten para beber de las aguas de varias fuentes que brotan en el térm.: el cual confina por N. con el de Remolinos; por E. con el de Figueruelas; por S. con el de Alcalá, y por O. con el de Alagon. El terreno es bueno y fértil; lo cruza el r. Ebro, que tiene para su paso una barca; aunque no se fertiliza con sus aguas, hay sin embargo tierras de regadio que reciben este beneficio de las del Jalon y canal de Aragon, por medio de acequias que las conducen de los térm. de los pueblos inmediatos; á la parte del N. hay montes poblados de romero y en ellos se crian yerbas de pasto: carece de arbolados y solo tiene algun plantio de olivos. caminos: cruza el térm. el que desde Zaragoza conduce á Navarra; los demas son locales y todos se hallan en mal estado. correos: se reciben de la adm. de la v. de Alagon sin que tengan dia fijo de entrada ni salida. prod.: trigo, cebada, aceite, judias y otras legumbres y hortalizas; cria ganado lanar y vacuno, caza de ánades y codornices, perdices y conejos, y pesca de anguilas, madrillas y barbos. No ejercen ninguna clase de ind. y el comercio se reduce á la esportacion de algunas de sus prod. é importacion ó por cambio de los art. que hacen falla. pobl.: 57 vec., 271 alm. cap. prod.: 543,200 rs. imp. 32,100. contr.: 7,697 rs. 28 mrs.
(Madoz, 1847, p. 320)

## Demografía
Garvín cuenta con una población de 94 habitantes (INE 2024).
| Gráfica de evolución demográfica de Garvín entre 1842 y 2021                                                        |
| |
| Población de derecho según los censos de población del INE Población de hecho según los censos de población del INE |

Tiene un área de 38,27 km² con una población de 97 habitantes y una densidad de 2,53 hab./km². Según datos del INE, en el año 1900 Garvín era el 4º municipio con mayor densidad de población de la provincia de Cáceres (137,4 hab./km²). La actual densidad de población (2,53 hab./km²) lo sitúa como el décimo con menos densidad de población de la provincia. 
| 123                        | 118 | 113 | 108 | 108 | 109 | 108 | 106 | 105 | 97 | 108 | 104 | 104 | 97 |
| (Fuente: [cita requerida]) |     |     |     |     |     |     |     |     |    |     |     |     |    |